# František Živný
František Živný (5. února 1927 Plzeň – 30. prosince 2006 Praha) byl český hudební skladatel a kontrabasista.

## Životopis
Od roku 1949 studoval na pražské konzervatoři hru na kontrabas u Františka Hertla a Oldřicha Šorejse. Harmonii a kontrapunkt ho vyučoval Jaroslav Kofroň, u něhož dále pokračoval v soukromém studiu kompozice. Od roku 1959 hrál na kontrabas v Semaforu v orchestru Ferdinanda Havlíka a na basovou kytaru v orchestru Karla Duby, s nímž podnikl v srpnu 1968 turné po Mongolsku, během kterého přežil nehodu autobusu v Ulánbátáru. Působil jako hudební režisér a později jako vedoucí dramaturg hlavní redakce zábavných pořadů v Československé televizi.

## Tvorba
Kompozičně se věnoval především instrumentální populární hudbě a písním, dechové hudbě a také scénické hudbě pro potřeby ČST.

### Filmografie
- Boty (TV film, 1987)
- Fantom opery (TV film, 1987)
- Křídlovka pro Majoránka (TV film, 1985)
- Strašidýlko Fanfulínek (TV seriál, 1971)
- Fantom operety (TV seriál, 1970)
- Jak se stal hastrman v Rokytnici ševcem (TV film, 1970)
- Tři přadleny (TV film, 1967)